# Young Guns (Band)
Young Guns ist eine britische Alternative-Rock-Band aus High Wycombe in Buckinghamshire. Die Musiker spielten vorher in den Bands „Amber Falls“ und „Awoken“.

## Geschichte
Die Band wurde 2003 gegründet und brachte 2009 ihre Debüt-EP Mirrors heraus. Sie standen 2009 auf der Shortlist der Kerrang! Awards in der Kategorie „Best British Newcomer“ und gingen im Jahr 2010 für die Zeitschrift auf Tour. Diese Tour führte durch Irland und Großbritannien. Young Guns spielten als Vorgruppe für All Time Low und The Blackout. Am 12. Juni 2009 spielte die Gruppe bereits auf dem britischen Download-Festival.
Die Gruppe spielte 2010 auf dem Reading and Leeds Festivals, wo die Gruppe freitags in Reading und sonntags in Leeds jeweils auf der „Main Stage“ mit Guns N’ Roses, Queens of the Stone Age, Biffy Clyro, Lostprophets, NOFX, Gogol Bordello, Billy Talent und A Day to Remember die Bühne teilten. Ebenfalls spielte die Gruppe auf dem Slam Dunk Festival 2010 in Leeds, wo sie auf der „Atticus Stage“ mit Against Me! und We Are the Ocean spielten. Am 29. November 2011 war die Gruppe in der Sendung WDR-Rockpalast des Westdeutschen Rundfunks (WDR) zu sehen.
2011 spielte die Gruppe im Vorprogramm von Yellowcard und All Time Low auf deren Europa-Tour. Außerdem waren Young Guns bereits Vorgruppe von Funeral for a Friend. Im Februar 2012 starten Young Guns ihre erste Headliner-Tour durch Großbritannien. Auch wird die Gruppe mit Enter Shikari touren.
Ihre erste Single Weight of the World brachte Young Guns 2009 heraus, nachdem die Gruppe am 22. Juni 2009 die Debüt-EP Mirrors veröffentlichten. Am 30. Mai 2010 erschien mit Sons of Apathy die zweite und am 22. Juli desselben Jahres mit Crystal Clear die dritte EP. Zwischenzeitlich brachte Young Guns am 12. Juli 2010 das Debütalbum All Our Kings Are Dead heraus, dass die Band in Eigenregie veröffentlichte. Es stieg am 24. Juli 2010 auf Platz 43 der britischen Charts ein und hielt sich dort eine Woche lang. Das Album erhielt außerdem eine große Resonanz in der Fachpresse: So erhielt All Our Kings Are Dead zumeist positive Kritiken von Powermetal.de, BBC, Rock Sound, Ox-Fanzine und Allmusic.
Inzwischen hat die Gruppe sieben weitere Singles veröffentlicht, wovon zwei in den UK Rock-Charts vertreten waren. Das Nachfolgeralbum mit dem Titel Bones wurde am 6. Februar 2012 über PIAS veröffentlicht. Am 25. Mai 2016 gab die Band bekannt, dass Schlagzeuger Ben Jolliffe die Band verlassen hat.

## Diskografie

### Alben
| Jahr | Titel Musiklabe                    | Höchstplatzierung, Gesamtwochen, AuszeichnungChartsChartplatzierungen (Jahr, Titel, Musiklabe, Platzierungen, Wochen, Auszeichnungen, Anmerkungen) | Anmerkungen                              |
| Jahr | Titel Musiklabe                    | UK | Anmerkungen                              |
| ---- | ---------------------------------- | --- | ---------------------------------------- |
| 2010 | All Our Kings Are Dead Eigenverlag | UK43 (1 Wo.)UK | Erstveröffentlichung: 12. Juli 2010      |
| 2012 | Bones PIAS                         | UK19 (3 Wo.)UK | Erstveröffentlichung: 6. Februar 2012    |
| 2015 | Ones and Zeros Wind-Up Records     | UK21 (1 Wo.)UK | Erstveröffentlichung: 8. Juni 2015       |
| 2016 | Echoes Wind-Up Records             | UK40 (1 Wo.)UK | Erstveröffentlichung: 16. September 2016 |

### EPs
- 22. Juni 2009: Mirrors (Live Forever, CD und Download)
- 30. Mai 2010: Sons of Apathy (Live Forever, Download)
- 25. Juli 2010: Crystal Clear (Live Forever, Download)

### Singles
- 2009: In the Night
- 2010: Winter Kiss
- 2010: Sons of Apathy
- 2010: Crystal Clear
- 2010: Weight of the World
- 2011: Stitches
- 2011: Learn My Lesson
- 2012: Bones
- 2012: Dearly Departed
- 2012: Towers (On My Way)
- 2012: You Are Not (Lonely)
- 2014: I Want Out
- 2015: Speaking in Tongues

### Musikvideos
- 2009: In the Night
- 2009: Weight of the World
- 2010: Winter Kiss
- 2010: Sons of Apathy
- 2010: Crystal Clear
- 2010: Weight of the World
- 2011: Stitches
- 2011: Learn My Lesson
- 2012: Brother in Arms
- 2012: Bones
- 2012: Dearly Departed
- 2012: Towers (On My Way)
- 2012: You Are Not
- 2014: I Want Out
- 2015: Speaking In Tonges
- 2015: Daylight
- 2015: Rising Up
- 2015: Ones and Zeros
- 2016: Bulletproof
- 2016: Mad World

## Auszeichnungen
- Kerrang! Awards
  - 2009: „Best British Newcomer“, nominiert
  - 2011: „Best Video“ für „Stitches“, nominiert
  - 2012: „Best Single“ für „Bones“, nominiert
  - 2012: „Best Album“ für „Bones“, nominiert